# Azusa (prénom)
Pour les articles homonymes, voir Azusa.
Azusa (あずさ) est un prénom japonais mixte signifiant catalpa.

## En kanji
- 梓 : catalpa

## Personnes célèbres
- Azusa Kobayashi (小林梓) est une chanteuse et mannequin japonaise.
- Azusa Matsuzawa est un ancien membre du groupe de J-pop 9nine.
- Azusa Nakajima (中島梓) est le pseudonyme de Kaoru Kurimoto (栗本薫), une romancière japonaise.
- Azusa Noa est un romancier japonais.
- Azusa Sekine fait partie du Hello! Pro Egg.

## Dans la fiction
- Azusa est un personnage du manga Love Berrish!
- Azusa Fuyutsuki est un personnage de la série télévisée Great Teacher Onizuka
- Azusa Hanai est un personnage de l'anime Ōkiku Furikabutte
- Azusa Miura est un personnage des jeux vidéo The Idolmaster
- Azusa Nakano est un personnage du manga et de l'anime K-ON!
- Azusa Mukami est un personnage de l'anime Diabolik Lovers
- Azusa est un personnage du manga Assassination Classroom, ainsi que la mère d'Hotaru.